# Nailed (película)
Nailed es una película estadounidense de drama y romance de 2001, dirigida por Joel Silverman, que a su vez la escribió, musicalizada por Mark Binder y Neil Giraldo, en la fotografía estuvo Jack Conroy y los protagonistas son Harvey Keitel, Brad Rowe y Rachel Blanchard, entre otros. El filme fue realizado por Sanford/Pillsbury Productions y se estrenó el 21 de abril de 2001.

## Sinopsis
Una modista pelea para que su familia judío-italiana permanezca unida, pero su hermano se dispone a tener un hijo con una mujer que conoce muy poco.